# Jean-Joseph Vinache
Jean-Joseph Vinache né à Paris en 1696 et mort dans la même ville le 1er décembre 1754 est un sculpteur français.

## Biographie
Fils du fondeur napolitain Giuseppe Vinaccia (1653-après 1717), Jean-Joseph Vinache est appelé en 1728 à Dresde, au service d'Auguste II de Pologne dont il doit achever le monument équestre commencé par François Coudray. Ce célèbre monument, surnommé le « cavalier doré » (Goldener Reiter (de)), s'inspire beaucoup du monument équestre de Louis XIV réalisé par Le Bernin, et dont circulait alors de nombreuses répliques réduites en bronze. Il réalise plusieurs autres sculptures pour la cour de Saxe, dont un Apollon debout appuyé sur sa lyre (bronze au Skulpturensammlung de Dresde ; terre cuite à Paris au musée du Louvre).
De retour en France en 1736, il est aussitôt agréé à l'Académie royale de peinture et de sculpture, puis reçu en 1741 sur présentation d'un Hercule enchaîné par l'Amour (marbre, Paris, musée du Louvre). Il reçoit de nombreuses commandes de la part des Bâtiments du roi, à Versailles notamment. Il est chargé d'exécuter le groupe de L'Ange de la Religion foudroyant l'Idolâtrie (Paris, église Saint-Paul-Saint-Louis), placé en pendant de La Religion instruisant un Indien du sculpteur Nicolas Sébastien Adam, et faisant référence aux missions jésuites du Nouveau Monde. Charles Lenormant de Tournehem lui commande un groupe représentant Deux enfants se disputant un bouquet près d'un vase rompu (1747, marbre, Paris, musée du Louvre ; plâtre présenté au Salon de 1747), terminé par Nicolas-François Gillet, et qui orna par la suite les jardins du château de Menars. Ce groupe s'inspire sensiblement des fameux Enfants à la chèvre du sculpteur Jacques Sarazin (Paris, musée du Louvre), que Vinache avait eu l'occasion de copier et de restaurer.

Œuvres de Jean-Joseph Vinache
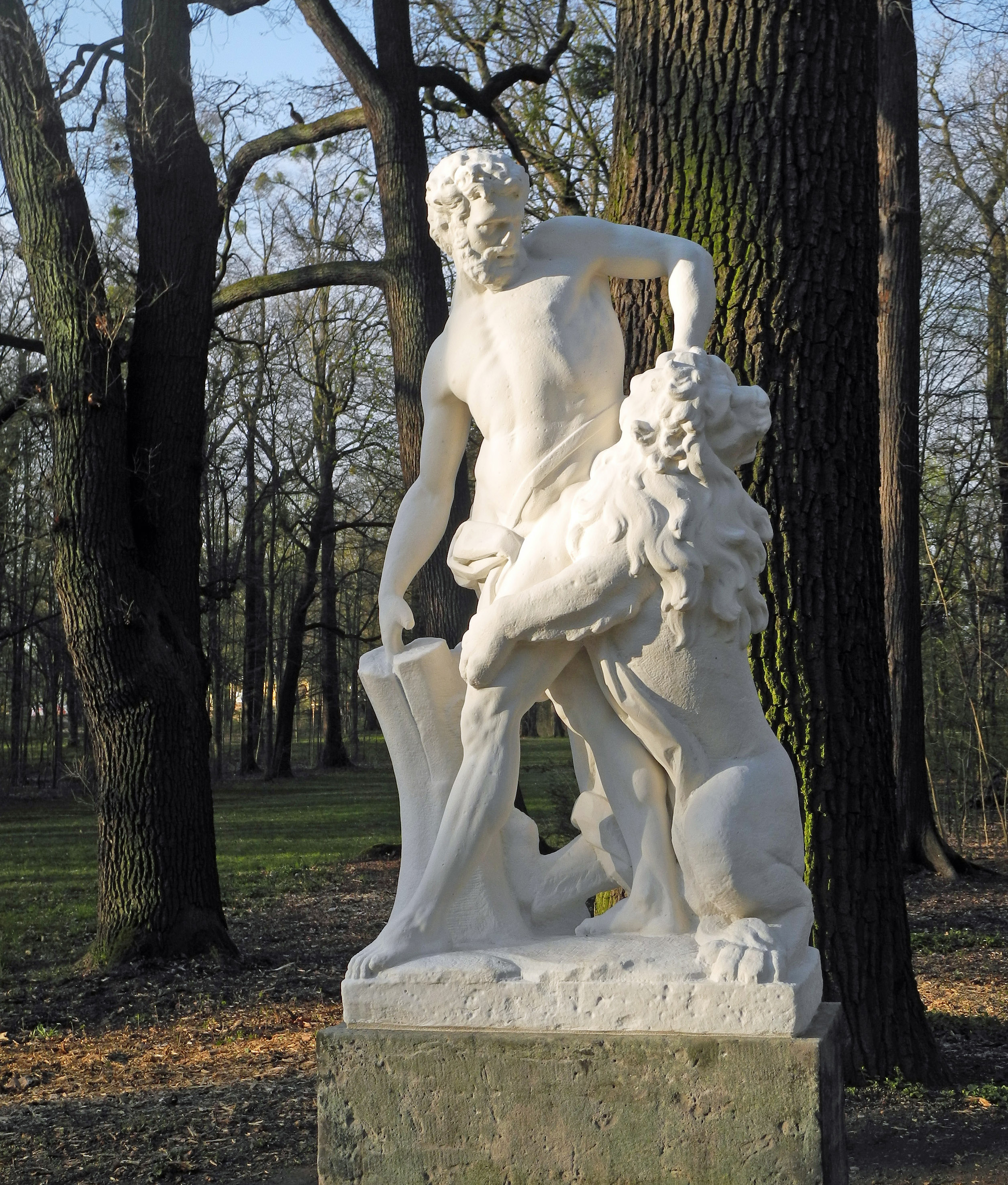
Milon de Crotone, moulage de 2021 d'après le modèle original des années 1720, Grand Jardin de Dresde.
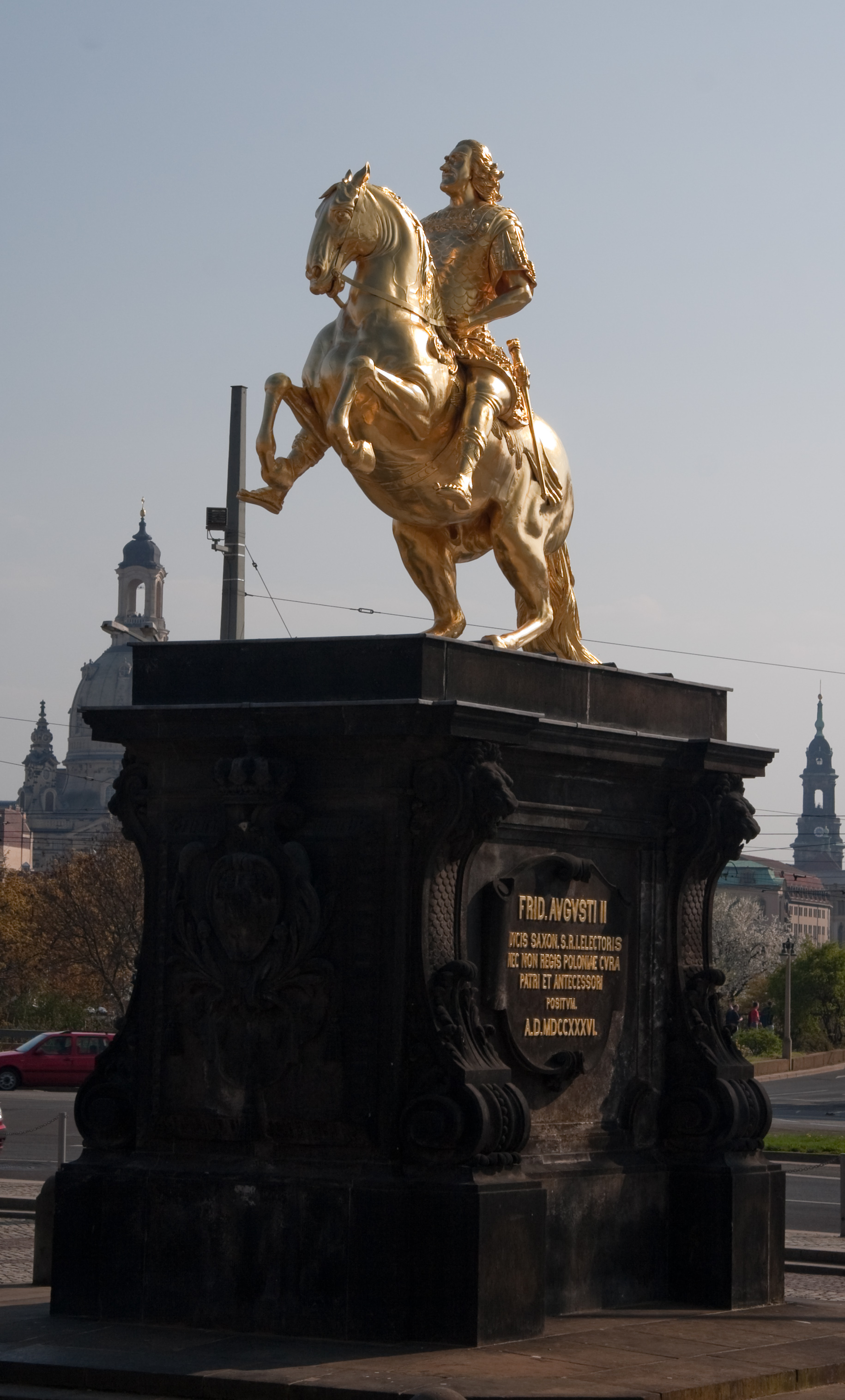
Goldener Reiter, 1733, Dresde. Œuvre de François Coudray achevée par Vinache.
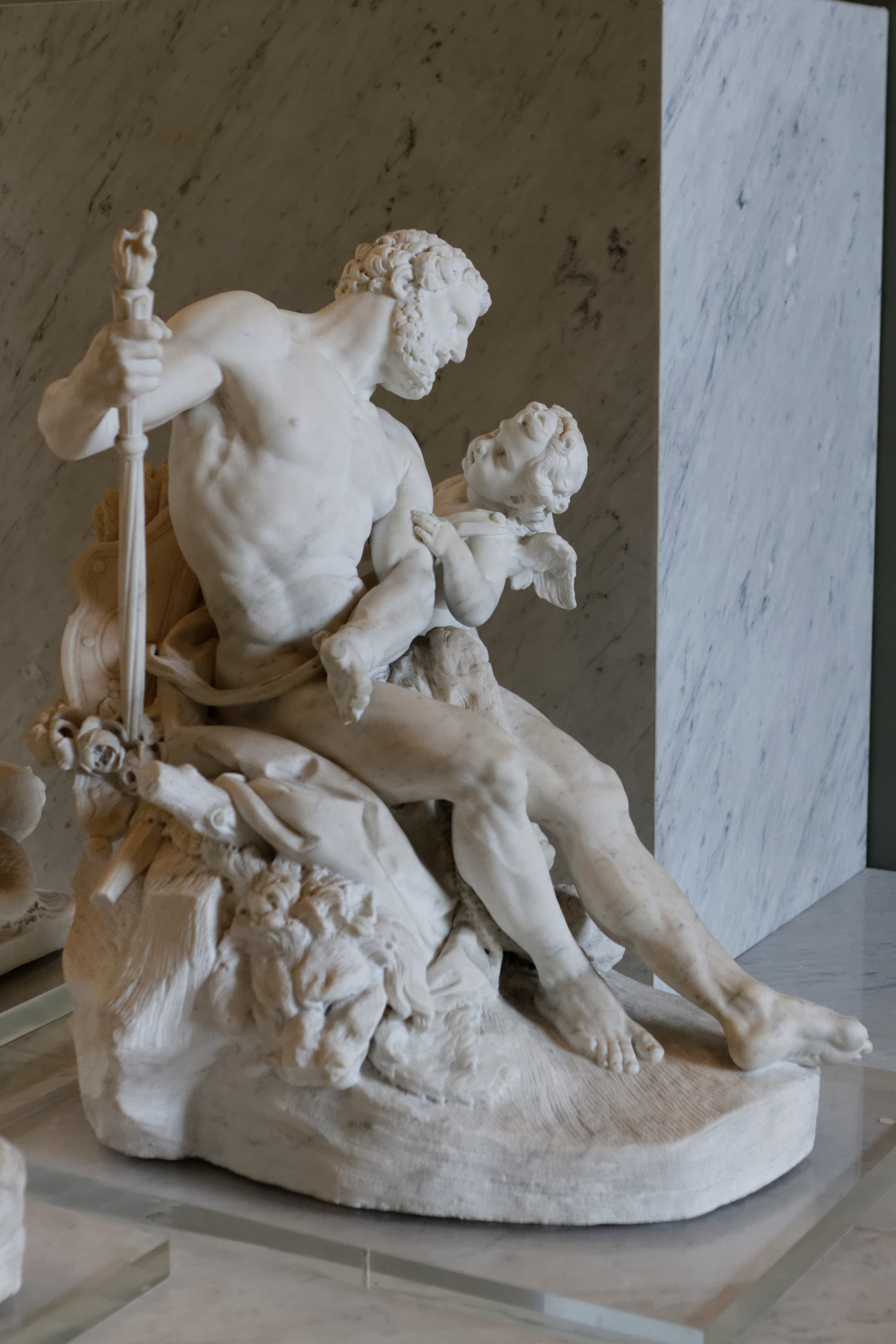
Hercule enchaîné par l'Amour, 1741, Paris, musée du Louvre.
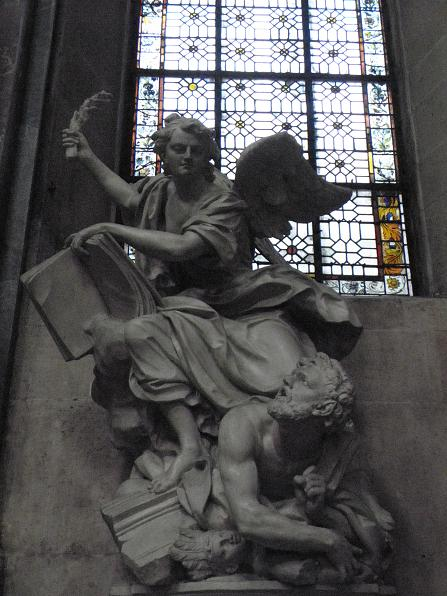
L'Ange de la Religion foudroyant l'Idolâtrie, Paris, église Saint-Paul-Saint-Louis.